# RTSH 1
RTSH 1 (noto in passato come TVSH) è il primo canale televisivo dell'emittente pubblica albanese Radio Televizioni Shqiptar (RTSH) di carattere generalista rivolto a tutti.

## Loghi

1993-2017
2017-2020
In uso dal 2020

## Palinsesto attuale

### Programmi televisivi

#### Eventi
- Festival di Sanremo
- Festivali i Këngës (dal 1962)
- Festival nazionale del folclore di Argirocastro

#### Divulgazione
- Artes
- Autor
- Bibliotekë
- Dosja Gri
- Japonia
- Java ne RTSH
- Ne tempull
- Perballe

#### Informazione
- 31 Minuta
- Auditor Arsimi

#### Sport
- E Hëna Sportive
- Rubrika Sportive